# Francesc Ametller
Francesc Ametller i Perer (Castellar del Vallès, 1657 - Madrid, 9 de octubre de 1726) fue un jurista y político español que desarrolló su actividad en el Principado de Cataluña y que durante la guerra de sucesión española tomó partido por Felipe V convirtiéndose en un destacado felipista.
Antes de la Guerra de Sucesión, Ametller fue un funcionario real y jurista de la Audiencia. En 1706, siendo regente de Felip V en Mallorca, la capital balear es tomada por las tropas del archiduque Carlos lo que le obligó a exiliarse en Castilla, donde fue nombrado Consejero real de aquel reino. En 1713 regresa a Cataluña con los ejércitos borbónicos actuando como consejero del máximo jefe militar, en ese momento el duque de Popoli, y posteriormente el duque de Berwick. Sometida la capital el 11 de septiembre de 1714, Ametller entra a formar parte de la Junta Superior de Gobierno y Justicia. Para recompensarle los servicios prestados Felipe V lo nombra caballero. Francesc Ametller y el presidente de la junta José Patiño, fueron los asesores más destacados del Consejo de Castilla en relación con la política a aplicar en el Principado. Sus propuestas se verían plasmadas en el Decreto de Nueva Planta de Cataluña, del que fue ponente. Luego se fue a vivir definitivamente a Madrid, desde donde más de una vez asesoró a las nuevas autoridades de la «provincia» de Cataluña cuando éstas se lo pedían.